# Dara z Jasenovaca
Dara z Jasenovaca (serb. Дара из Јасеновца) – serbski dramat wojenny z 2020 roku w reżyserii Predraga Antonijevicia.

## Opis fabuły
Dziesięcioletnia Dara latem 1941 trafia wraz z rodzicami i dwójką rodzeństwa do obozu koncentracyjnego w Jasenovacu. W obozie umiera matka Dary i jej starszy brat. Dara podejmuje próbę ocalenia najmłodszego dwuletniego brata i wierzy w to, że nadal żyje jej ojciec.
W roli głównej wystąpiła trzynastoletnia Biljana Čekić ze wsi Srefila, która wygrała casting zorganizowany przez producentów filmu w jej szkole. W 2020 film został zgłoszony jako oficjalny serbski kandydat do nagrody Amerykańskiej Akademii Filmowej w kategorii najlepszego filmu nieanglojęzycznego, ale nie zdobył nominacji. W 2022 scenarzystka filmu Nataša Drakulić wydała powieść pod tym samym tytułem.

## Obsada
- Biljana Čekić jako Dara Ilić
- Anja Stanić jako Nada Ilić
- Luka Saranović jako Bude Ilić
- Marko Pipić jako Jovo Ilić
- Vuk Kostić jako Majstorović
- Nataša Ninković jako Radojka
- Marko Janketić jako Maks Luburic
- Igor Djordjević jako Ante Vrban
- Zlatan Vidović jako Mile Ilić
- Bojan Žirović jako Jasa
- Natasa Drakulić jako Jovanka Končar
- Jelena Grujicic jako Blankica
- Milica Janjić jako Mirjana
- Rajko Lukać jako Rade
- Nikolina Jelisavac
- Radoslav Milenković

## Kontrowersje
Serbska historyczka Dubravka Stojanović uznała film Dara z Jasenovaca za przykład wybiórczego traktowania historii przez Serbów. Według Stojanović obraz przypomina propagandowe filmy partyzanckie z czasów Jugosławii, zaś ofiarami obozu w Jasenovacu byli nie tylko Serbowie, jak można stwierdzić na podstawie filmu, ale także Romowie, Żydzi i chorwaccy antyfaszyści. Pisarka Sonja Biserko także poddała film krytyce twierdząc, że powstał jako serbska odpowiedź na film Aida (2020) Jasmili Żbanić i miał na celu zbagatelizowanie zbrodni w Srebrenicy, a także ukazanie Serbów w roli ofiar, co miało podważać ich negatywny obraz jako narodu zbrodniarzy w latach 90. XX wieku.